# Préfixes du Système international d'unités
Les préfixes du Système international d'unités simplifient la manipulation des valeurs numériques de grandeurs physiques qui sont beaucoup plus petites ou beaucoup plus grandes que l'unité du Système international. Ces préfixes représentent des puissances de 1 000 (103), sauf déca- et déci- (10 et 1/10, soit 101 et 10−1) et hecto- et centi- (100 et 1/100, soit 102 et 10−2).
Ces préfixes sont établis par le Bureau international des poids et mesures sous la forme de résolutions de ses conférences générales, qui se tiennent en général tous les quatre ans. Ces résolutions officialisent des préfixes préexistants ou en créent de nouveaux (pour les puissances d'exposants les plus élevés en valeur absolue).

## Histoire
Les préfixes d'unité sont cités pour la première fois — de milli- à kilo- — dans un rapport du bureau des poids et mesures français de mai 1793. Ils sont adoptés officiellement dans la loi du 18 germinal an III (7 avril 1795). Suivant les avancées dans les domaines de l'électricité et du magnétisme, la British Association for the Advancement of Science crée en 1874 le système CGS, qui comprend des préfixes allant de micro- à méga-. La création du Système international d'unités en 1960, à l'occasion de la 11e Conférence générale des poids et mesures, fixe des règles d'utilisation pour les préfixes et les officialise de pico- à téra- ; les préfixes femto- et atto- sont définis en 1964 ; péta- et exa- en 1975 ; yocto-, zepto-, zetta- et yotta- en 1991 ; et quecto-, ronto-, ronna- et quetta- en 2022,.

## Liste
| Préfixe | Préfixe | Préfixe | Nombre correspondant | Nombre correspondant | Nombre correspondant                      | Nombre correspondant | Nombre correspondant |
| Nom     | Symbole | Date    | Puissance            | Puissance            | Notation décimale                         | Nom du nombre        | Nom du nombre        |
| Nom     | Symbole | Date    | de 10                | de 1 000             | Notation décimale                         | Échelle longue       | Échelle courte       |
| ------- | ------- | ------- | -------------------- | -------------------- | ----------------------------------------- | -------------------- | -------------------- |
| Quetta  | Q       | 2022    | 1030                 | 1 00010              | 1 000 000 000 000 000 000 000 000 000 000 | Quintillion          | Nonillion            |
| Ronna   | R       | 2022    | 1027                 | 1 0009               | 1 000 000 000 000 000 000 000 000 000     | Quadrilliard         | Octillion            |
| Yotta   | Y       | 1991    | 1024                 | 1 0008               | 1 000 000 000 000 000 000 000 000         | Quadrillion          | Septillion           |
| Zetta   | Z       | 1991    | 1021                 | 1 0007               | 1 000 000 000 000 000 000 000             | Trilliard            | Sextillion           |
| Exa     | E       | 1975    | 1018                 | 1 0006               | 1 000 000 000 000 000 000                 | Trillion             | Quintillion          |
| Péta    | P       | 1975    | 1015                 | 1 0005               | 1 000 000 000 000 000                     | Billiard             | Quadrillion          |
| Téra    | T       | 1960    | 1012                 | 1 0004               | 1 000 000 000 000                         | Billion              | Trillion             |
| Giga    | G       | 1960    | 109                  | 1 0003               | 1 000 000 000                             | Milliard             | Billion              |
| Méga    | M       | 1960    | 106                  | 1 0002               | 1 000 000                                 | Million              | Million              |
| Kilo    | k       | 1795    | 103                  | 1 0001               | 1 000                                     | Millier              | Millier              |
| Hecto   | h       | 1795    | 102                  | 1 0002/3             | 100                                       | Centaine             | Centaine             |
| Déca    | da      | 1795    | 101                  | 1 0001/3             | 10                                        | Dizaine              | Dizaine              |
| (aucun) | —       | —       | 100                  | 1 0000               | 1                                         | Unité                | Unité                |
| Déci    | d       | 1795    | 10−1                 | 1 000−1/3            | 0,1                                       | Dixième              | Dixième              |
| Centi   | c       | 1795    | 10−2                 | 1 000−2/3            | 0,01                                      | Centième             | Centième             |
| Milli   | m       | 1795    | 10−3                 | 1 000−1              | 0,001                                     | Millième             | Millième             |
| Micro   | µ       | 1960    | 10−6                 | 1 000−2              | 0,000 001                                 | Millionième          | Millionième          |
| Nano    | n       | 1960    | 10−9                 | 1 000−3              | 0,000 000 001                             | Milliardième         | Billionième          |
| Pico    | p       | 1960    | 10−12                | 1 000−4              | 0,000 000 000 001                         | Billionième          | Trillionième         |
| Femto   | f       | 1964    | 10−15                | 1 000−5              | 0,000 000 000 000 001                     | Billiardième         | Quadrillionième      |
| Atto    | a       | 1964    | 10−18                | 1 000−6              | 0,000 000 000 000 000 001                 | Trillionième         | Quintillionième      |
| Zepto   | z       | 1991    | 10−21                | 1 000−7              | 0,000 000 000 000 000 000 001             | Trilliardième        | Sextillionième       |
| Yocto   | y       | 1991    | 10−24                | 1 000−8              | 0,000 000 000 000 000 000 000 001         | Quadrillionième      | Septillionième       |
| Ronto   | r       | 2022    | 10−27                | 1 000−9              | 0,000 000 000 000 000 000 000 000 001     | Quadrilliardième     | Octillionième        |
| Quecto  | q       | 2022    | 10−30                | 1 000−10             | 0,000 000 000 000 000 000 000 000 000 001 | Quintillionième      | Nonillionième        |

## Exemples
- 5 cm = 5 × 10−2 m = 5 × 0,01 m = 0,05 m
- 3 MW = 3 × 106 W = 3 × 1 000 000 W = 3 000 000 W
- La masse de la Terre est d'environ 5,97 Rg (5,97 × 1027 g, soit 5,97 × 1024 kg)
- la masse de Jupiter est d'environ 1,90 Qg (1,90 × 1030 g, soit 1,90 × 1027 kg)

## Étymologie et choix du symbole
Le nom et le symbole d'un nouveau préfixe se fait lors de discussions du Comité international des poids et mesures qui ont lieu à des intervalles irréguliers et qui reposent sur plusieurs principes. Depuis l'officialisation du méga- et du micro-, les préfixes multiples se terminent par la lettre « a » et les sous-multiples par la lettre « o ». Depuis zetta- et zepto-, les préfixes multiples et sous-multiples d'une même amplitude partagent le même symbole ; celui du multiple s'écrit en majuscule et celui du sous-multiples en minuscule, tandis que la lettre est choisie en remontant l'alphabet depuis le symbole du dernier préfixe choisi.
Les lettres déjà utilisées couramment dans le Système international, comme « V » et « W », ne sont pas retenues pour être des symboles pour éviter les confusions, notamment avec le voltampère (VA). Les lettres « U » et « X » ont été écartées pour éviter de les confondre respectivement avec la lettre grecque mu (μ) déjà utilisée pour le préfixe micro- et la croix de multiplication. Enfin, « T » étant le symbole de téra-, sa minuscule ne peut plus être utilisée pour un nouveau préfixe.

| Multiples | Multiples | Amplitude | Sous-multiples | Sous-multiples |
| Préfixe   | Étymologie | Amplitude | Préfixe        | Étymologie |
| --------- | --- | --------- | -------------- | --- |
| Déca      | Du grec « δέκα (deka) », « dix » | 1         | Déci           | Du latin « decem », « dix » |
| Hecto     | Du grec « ἑκατόν (hekaton) », « cent » | 2         | Centi          | Du latin « centum », « cent » |
| Kilo      | Du grec « χίλιοι (chilioi) », « mille » | 3         | Milli          | Du latin « mille », « millier » |
| Méga      | Du grec « μέγας (megas) », « grand » | 6         | Micro          | Du grec « (mikros) », « petit » |
| Giga      | Du grec « γίγας (gigas) », « géant » | 9         | Nano           | Du grec « νάνος (nanos) », « nain » |
| Téra      | Du grec « τέρας (teras) », « monstre » | 12        | Pico           | De l'italien « piccolo », « petit » |
| Péta      | Du grec « πέντε (pente) », « cinq » (1015 = 1 0005)                                                                                         | 15        | Femto          | Du danois « femten », « quinze » |
| Exa       | Du grec « ἕξ (hex) », « six » (1018 = 1 0006)                                                                                               | 18        | Atto           | Du danois « atten », « dix-huit » |
| Zetta     | Du latin « septem », « sept » (1021 = 1 0007), avec la lettre « z » pour éviter le double-emploi de la lettre « s » (seconde),              | 21        | Zepto          | Du latin « septem », « sept » (10−21 = 1 000−7), avec la lettre « z » pour éviter le double-emploi de la lettre « s » (seconde),            |
| Yotta     | Du latin « octo », « huit » (1024 = 1 0008), avec la lettre « y » pour éviter la confusion avec zéro                                        | 24        | Yocto          | Du latin « octo », « huit » (10−24 = 1 000−8), avec la lettre « y » pour éviter la confusion avec zéro                                      |
| Ronna     | Du grec « ἐννέα (ennéa) » et du latin « novem », « neuf », avec la lettre « r », presque inutilisée jusque là dans le Système international | 27        | Ronto          | Du grec « ἐννέα (ennéa) » et du latin « novem », « neuf », avec la lettre « r », presque inutilisée jusque là dans le Système international |
| Quetta    | Du grec « δέκα (déka) », « dix », avec la lettre « q », inutilisée jusque là dans le Système international                                  | 30        | Quecto         | Du grec « δέκα (déka) », « dix », avec la lettre « q », inutilisée jusque là dans le Système international                                  |

## Cas de l'informatique
En informatique, les capacités mémoires sont en général des multiples de puissances de 2. Pour cette raison, les informaticiens de la première heure avaient l'habitude d'utiliser les préfixes kilo, méga, etc., comme des puissances de 210, soit 1 024. Toutefois la Commission électrotechnique internationale préconise, dans sa norme 60027-2, qui date de 1998, l'usage de préfixes binaires, afin d'éviter tout malentendu, même entre informaticiens. Il est donc préférable d'utiliser ces préfixes (kibi = Ki = 1 024, mébi = Mi = 1 0242, gibi = Gi = 1 0243, etc., et de laisser aux préfixes SI leur sens recommandé (kilo = k = 1 000, méga = M = 1 0002, giga = G = 1 0003, etc.).
Les fabricants et vendeurs de supports informatiques ne s'y sont pas trompés : ils préfèrent l'usage des préfixes SI, ce qui leur permet d'afficher des capacités apparemment plus importantes. Ainsi un disque dur d'une capacité d'un téraoctet correspondrait, avec les préfixes binaires, à une capacité de 931 gibioctets, ce qui serait moins impressionnant pour le profane (contrairement aux mémoires RAM, les capacités des disques durs ou flash ne présentent pas d'intérêt électronique à être des puissances de 2).

## Anciens préfixes
Certains préfixes ont été utilisés dans d'anciennes versions du système métrique, mais ne font plus partie du Système international officiel.
Les préfixes myria (ma et alternativement myrio, pour 10 000, mo) viennent du grec μύριοι (mýrioi) dix-mille,,,.
Ces préfixes, adoptés en 1793, n'ont pas été retenus lorsque les préfixes furent fixés une première fois par la 11e CGPM de 1960.

| 10n  | Préfixe   | Symbole | Multiplicateur |
| ---- | --------- | ------- | -------------- |
| 104  | myria     | ma      | dix-mille      |
| 10−4 | décimilli | dm      | dix-millième   |